# Айтматов Чингіз Торекулович
Чингіз (Шынгы́с, Шынгы́з) Торекулович (Тороку́лович) Айтма́тов (кирг. Чынгыз Төрөкул уулу Айтматов, 12 грудня 1928 — 10 червня 2008) — киргизький радянський письменник-прозаїк, гуманіст, радянський політичний та культурний діяч, представник генерації «шістдесятників». Писав російською та киргизькою мовами.

## Біографія
Народився 1928 року в селі Шекер Таласької області Киргизстану. Батько Торокул Айтматов був відомим державним діячем Киргизької РСР, але 1937 року був заарештований, а 1938 року розстріляний. Трудова біографія майбутнього письменника почалася в роки Німецько-радянської війни.
|  | Самому тепер не віриться, — згадував Чингіз Айтматов, — у чотирнадцять років від роду я вже працював секретарем ради. У чотирнадцять років я повинний був розв'язувати питання, що стосуються всіляких сторін життя великого села, так ще у воєнний час. |

1948 року Айтматов вступив до сільськогосподарського інституту в місті Фрунзе, який закінчив 1953 року. 1952 року почав публікувати в періодичних виданнях оповідання киргизькою мовою. Після закінчення інституту протягом трьох років працював у НДІ скотарства, одночасно продовжуючи писати та друкувати оповідання. 1956 року поступив на «Вищі літературні курси» в Москві (закінчив 1958 року). У рік закінчення курсів в журналі «Октябрь» було опубліковано повість «Обличчям до обличчя» (переклад з киргизької). Того ж року були опубліковані його оповідання в журналі «Новый мир», а також вийшла друком повість «Джаміля», що здобула Айтматову світову славу.
Був організатором Іссик-Кульського форуму діячів світової культури (1986).
У 1988 —1990 рр. був головним редактором журналу «Иностранная литература».
З 1990 року працював послом СРСР, з 1992 послом Російської Федерації в Люксембурзі. Потім — посол Киргизстану в Бельгії. Помер 10 червня 2008 в одній із лікарень Нюрнберга (Німеччина) від запалення легенів. На його честь названо гірську вершину в Киргизстані.

## Нагороди
Лауреат Ленінської премії (1963) і трьох Державних премій (1968, 1977, 1983), народний письменник Киргизстану. Герой Соціалістичної Праці (1978).

## Творчість

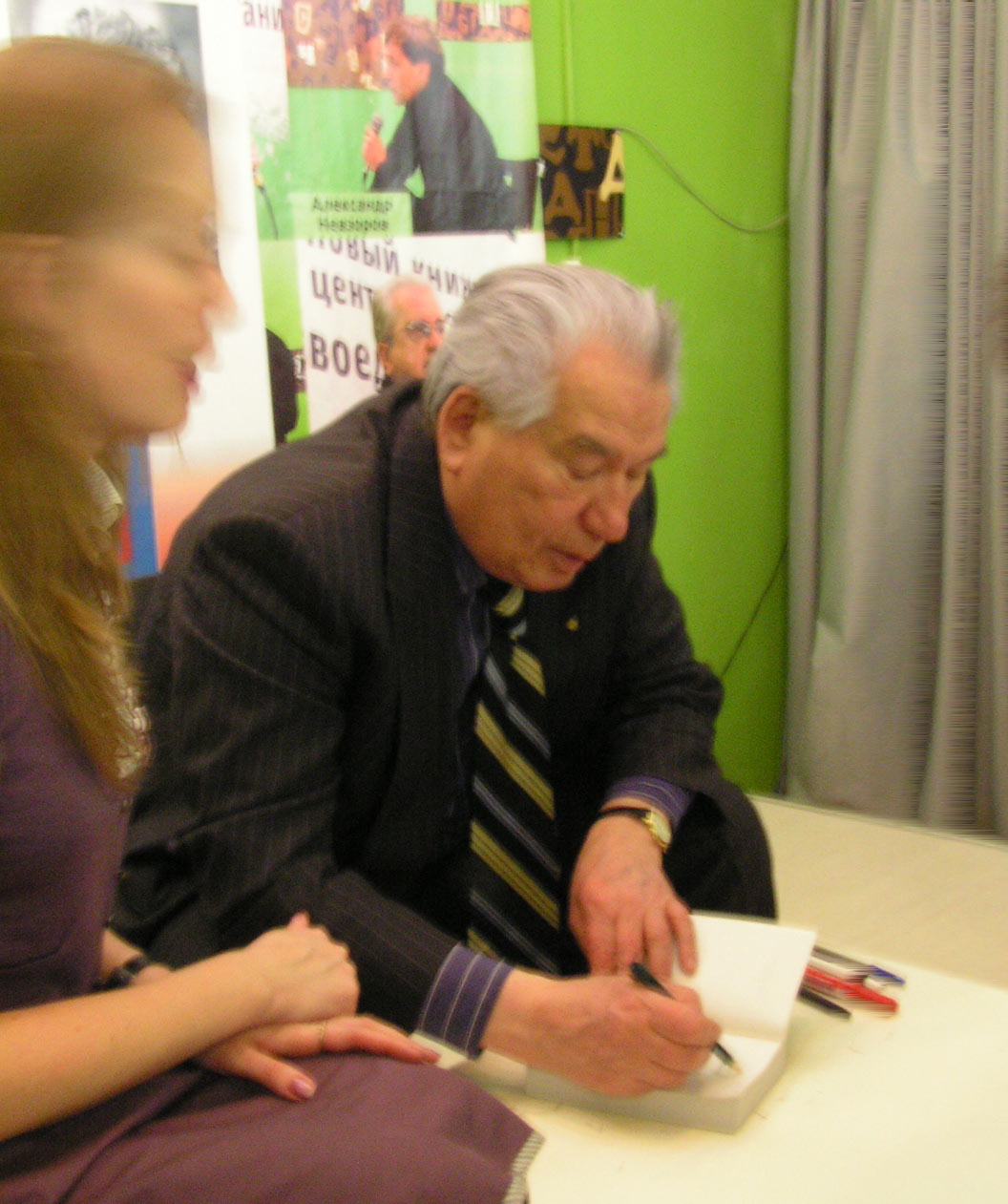
На зустрічі з читачами, 2007 рік

Айтматов разом із соціологом Інституту проблем керування АН СРСР Рустемом Хаїровим звернувся до тодішнього генсека Андропова (1983) із пропозицією про створення комітету з зустрічі третього тисячоліття. Його пропозицію було прийнято. Айтматов організував 1986 року Іссик-Кульський форум, на який зібралися представники ЮНЕСКО, футурологи, письменники та художники. Обговорювалася проблема необхідності виховання нового «планетарного» мислення, завдяки якому людство змогло б уникнути тотального катаклізму — військового, екологічного, економічного тощо.
У творчості й духовному розвитку Айтматова можна виділити три періоди.
«Повісті гір і степів» — така емблема того нового слова, з яким він ввійшов у літературу своїми ранніми, «молодіжними» здобутками: «Віч-на-віч», «Джаміля», «Верблюже око», «Топольок мій у червоній косинці» і «Перший учитель», за які й одержав у 1963 році Ленінську премію. Його герой тут — молода пристрасна людина, що протиставляє себе патріархально-родовому суспільству.
Другий період — повісті «Материнське поле» і «Прощавай, Гульсари!». Письменник переймається історією свого народу, подіями революції, колгоспів, війни. Герої тут — старець, мати.
Третій період почався з «Після казки (Білий пароплав)» і творів «Ранні журавлі», «Рудий пес, що біжить краєм моря», п'єси «Сходження на Фудзіяму», написаної разом з Калтаєм Мухамеджановим, роман «Буранний полустанок. (І довше століття триває день)». Тут письменник роздумує над першоосновами.

## Видання українською мовою
Твори Ч. Атматова публікувалися українською в перекладах з киргизької у радянський час:
- Айтматов Ч. Материнське поле., К., 1967
- Повісті гір і степів., К., 1972
- Айтматов Ч. Джаміля., К., 1975